# 中視綜合台
中視綜合台，又稱中視主頻、中視無線台，是中國電視公司（中視）的綜合台，1969年10月31日開播。國家通訊傳播委員會的官網本頻道定名為「中視綜合台」，中視官網將本頻道定名為「中視主頻」。

## 歷史
2004年6月1日，臺灣無線電視業界開始以DVB-T制式進行無線數位電視試播，中視主頻道定名為「中視無線台」並啟用每整點頻道形象短片；但2000年代末不再播放每整點頻道形象短片，2012年2月起恢復在部份時段（整點）播放頻道形象短片，此後至結束播送類比無線電視訊號以前亦甚少使用「中視無線台」一名。無線數位化後變更為「中視綜合台」。
2012年6月30日中午起，無線電視數位化後定頻於24頻道。
2015年7月1日起，於中華電信MOD提供高畫質播出，同時全面改以16:9播出。9月1日起，本頻道台標右上的「電子時鐘」改為24小時顯示（含廣告時間），也是全台灣唯三24小時顯示「時間」的電視頻道（另兩個為中視經典台、中視菁采台）。中視數位台的台標在節目播完後會由半透明變彩色。10月29日起，數位有線電視系統陸續改以HD高畫質播出。
2015年12月21日，國家通訊傳播委員會通過中視數位台頻道變更案，於2016年2月15日早上5點，無線電視訊號升格為高畫質（HD）播出，成為第三家主頻道改為高畫質播出的無線電視台。目前無線數位電視EPG顯示的頻道名稱為「中視」。
每月第三個周二凌晨3：00收播，3:58播放國歌；4:00開播。

## 標誌與轉播車

中視1990年代所使用標誌（經常會與其他1990年代所用標誌交錯）
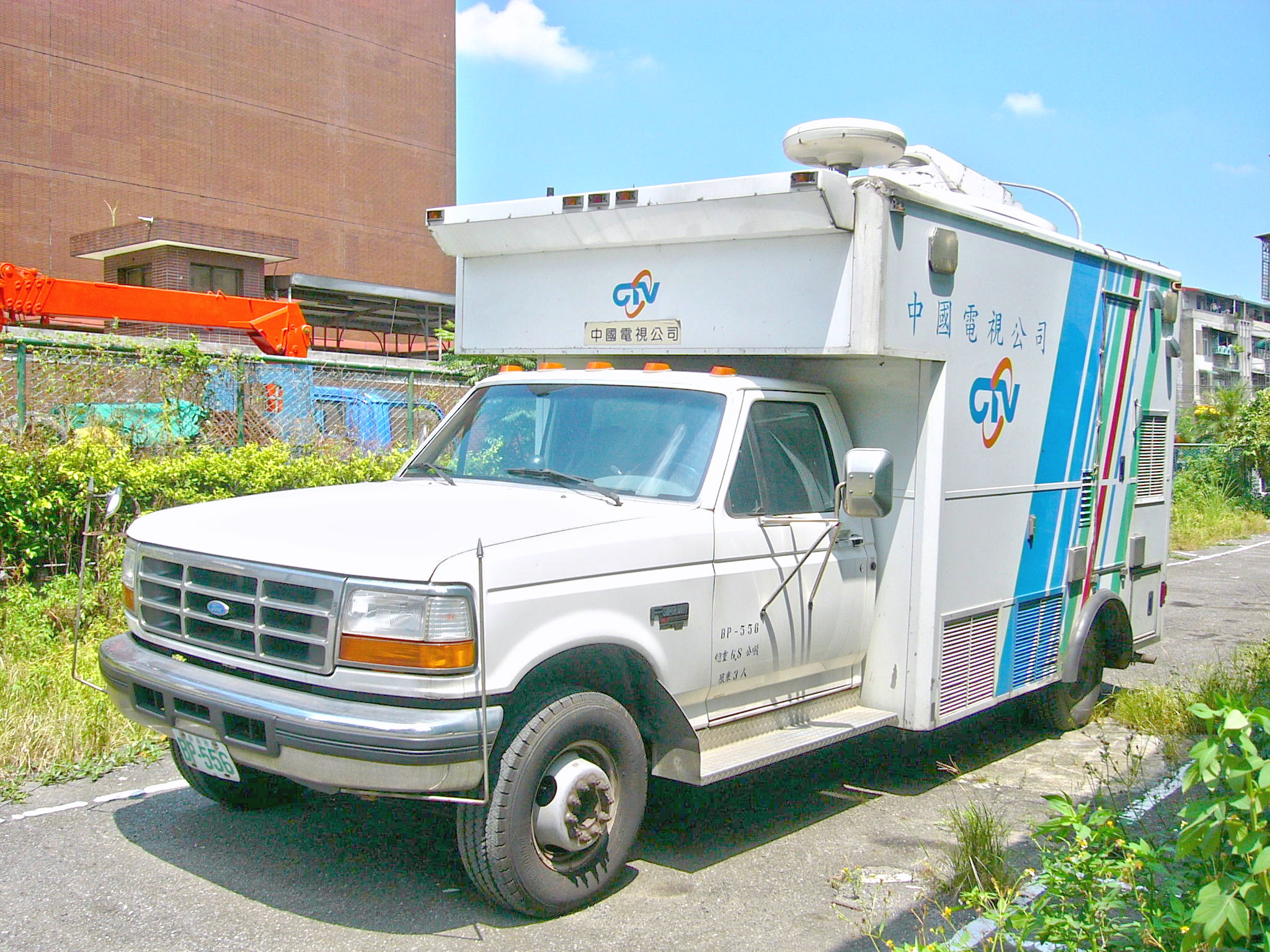
中視的小轉播車，車身後半段的RGB三色線條為1990年代至今的彩繪格式

## 爭議

### 蘇打綠跨年反媒體壟斷遭剪
在中視直播2013年義大世界跨年晚會的現場，蘇打綠主唱青峰發表一段關於反媒體壟斷的言論：「在我的心目當中，媒體應該是一個為真相發言的一個平台，而不是企圖去壟斷或是想要把你或把我們當作被利用的東西。所以呢，我希望我們的下一年都可以過得更好，過得更不孤單。接下來這首歌想要送給每一個勇敢的人，跟每一個清醒的你們。」並獻唱由王丹填詞的「沒有菸抽的日子」，未料重播時這段話卻被中視剪光，網友痛批中視的作法。在即時新聞以「中視剪青峰反壟斷言論 遭轟『無恥』」標題砲轟中視。

## 主要節目

### 新聞
- 《中視早安新聞》(週一至週日07:00-08:00)
- 《中視午間新聞》(週一至週日11:58-13:00）
- 《中視新聞全球報導》(週一至週五18:58-20:00；週末18:57-20:00)

### 戲劇
- 《我和我的鋼四壁》（平日八點檔）（週一至週五晚間20:00-22:00）
- 《長安諾》(重播)（週一至週五晚間22:00-24:00）

### 旅遊
- 《大陸尋奇》（週日17:57-18:57）

### 綜藝節目
- 《綜藝玩很大》（週六22:00-24:00）
- 《飢餓遊戲》（週日20:00-22:00）
- 《綜藝一級棒》（週六20:00-22:00）
- 《全村的希望》（週日22:00-24:00）

### 益智節目
- 《全民星攻略》（週一至週五17:58-18:58）

## 外部連結
- （页面存档备份，存于）
- 010 中視 - 中華電信 MOD 網站 （页面存档备份，存于）